# 大島村 (福井県)
大島村（おおしまむら）は福井県大飯郡にあった村。現在のおおい町大島にあたる。

## 地理
大島村は大島半島のほぼ北半分に位置していた（外部リンク参照）。
- 陸地：鋸崎、赤礁（あかぐり）崎[1]、朝倉鼻[2]
- 島：冠者島[3]、髻（もとどり）島[4]
- 海洋：若狭湾、小浜湾

## 歴史
幕末、異国船警戒のため1854年（安政元年）に小浜藩松ヶ瀬台場、鋸崎台場が設置された。
- 1889年（明治22年）4月1日 - 町村制の施行により、大島村の区域をもって、大島村が発足する。
- 1955年（昭和30年）1月15日 - 佐分利村、本郷村及び大島村が合併して、大飯町が発足する。